# جيشيك

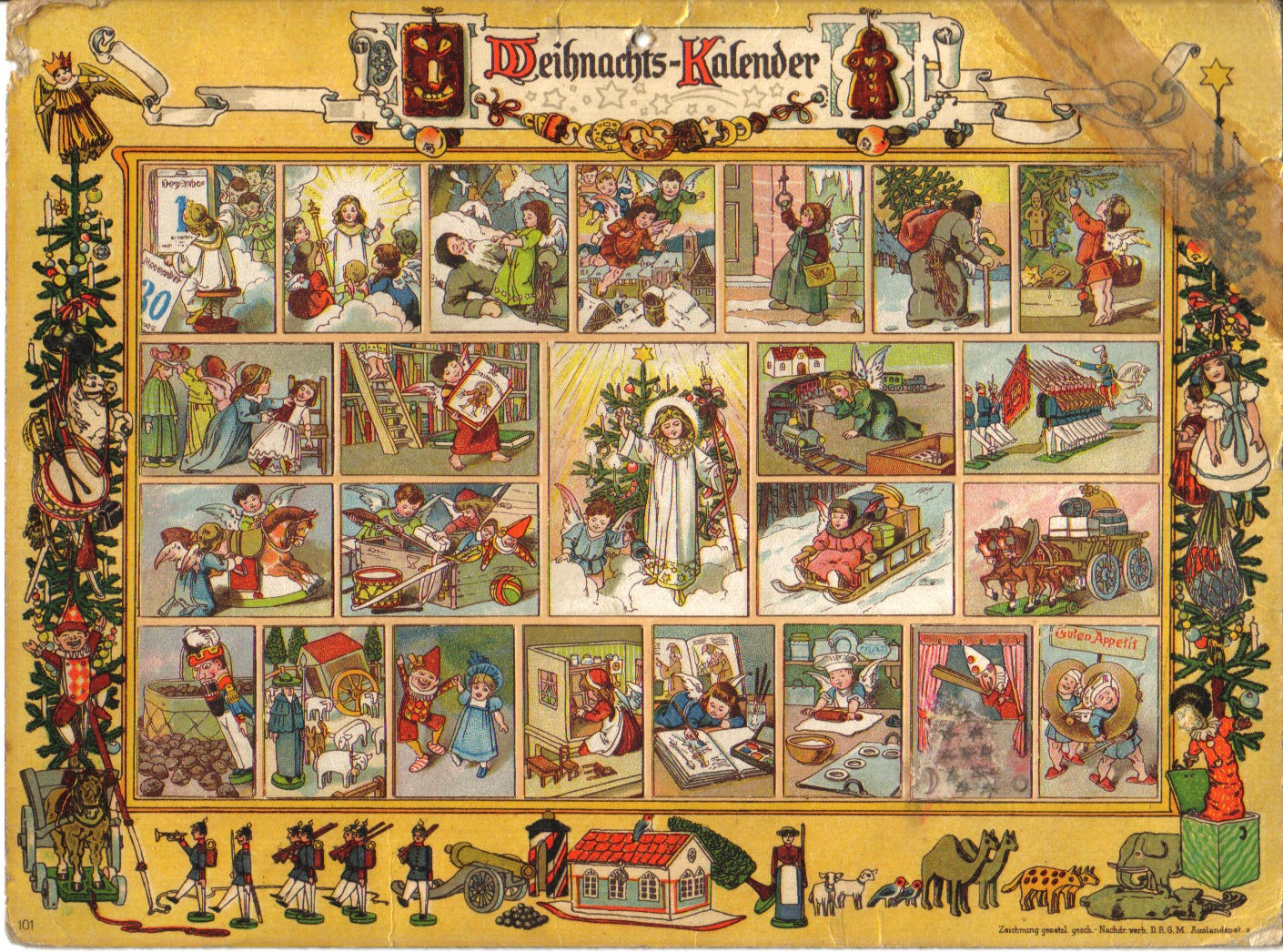
تقويم يظهر حكاية قدوم الطفل يسوع إلى أرض عيد الميلاد. النوافذ تحتوي على قصائد عيد الميلاد.

جيشيك (بالتشيكية: Ježíšek) والتي تعني الطفل يسوع هي شخصية من تقاليد عيد الميلاد الثقافية والشعبية في جمهورية التشيك. ويُعرف باسم Ježiško في سلوفاكيا و Jézuska في المجر.
على الرغم من أنه لا يوجد وصف دقيق لتصوير الطفل يسوع. الا أنه يصور كطفل رضيع، أو طفل صغير. ويعتبره البعض ببساطة كشخصية مجردة. وفقًا للتقاليد التشيكية، يأتي الطفل يسوع في ليلة عيد الميلاد في 24 ديسمبر.
تعد الأسر التشيكية على شرف ليلة عيد الميلاد عشاء تشيكي تقليدي والذي يضم السمك، وسلطة البطاطس، وشوربة السمك أو البازلاء ويذهب الأهل مع الأطفال بعد العشاء إلى غرفة أخرى لمشاهدة السماء وانتظار جيشيك أو الطفل يسوع وخلال هذا الوقت يقوم أحد أفراد الأسرة برن الجرس. بعد ذلك، يقوم الأطفال بالذهاب إلى غرفة حيث توجد هدايا عيد الميلاد. وتقوم بعض الأسر بوضع جيشيك فوق شجرة عيد الميلاد. وفي حالات أخرى يقوم الآباء بشراء شجرة حيث تقوم العائلة بأكملها بتزينها.